# Nabilone
Il nabilone è un derivato sintetico del delta-9-THC.
Il farmaco è registrato, con il nome commerciale di Cesamet,  per il trattamento della nausea e del vomito nei pazienti in chemioterapia antitumorale.
Il farmaco non è in commercio in Italia ma può essere importato dall'estero in base alla procedura prevista dal D.M. 11-2-1997 (Importazione di specialità medicinali registrate all'estero).